# Banco Real
Banco Real foi uma instituição bancária brasileira, inicialmente pertencente ao ABN AMRO e mais tarde vendida para o Grupo Santander.

## História
Teve início como Banco da Lavoura de Minas Gerais, com sede em Belo Horizonte, fundado em 1925 por Clemente Faria. Em 1971, após negociação entre os irmãos Gilberto Faria e Aloísio de Faria muda o nome para Banco Real. Dois anos depois estava estabelecido em São Paulo. O banco possuía operações na Colômbia, Paraguai e Uruguai.
Em julho de 1998 o ABN AMRO compra o Banco Real de seu antigo controlador Aloísio de Faria e em 2000 acontece a integração dos dois bancos. Neste período o ABN AMRO adquire também os bancos Banco do Estado da Paraíba, Banco do Estado de Pernambuco e o Banco Sudameris.
Em 1999, o Banco Real lançou um site para crianças, o Brincando na Rede. No estilo dos sites comunitários, as crianças compartilham piadas, charadas e desenhos. Um dos serviços do site, lembra o "Yahoo Answers": nele as crianças enviam suas dúvidas para serem respondidas por outras crianças. Em outro serviço, o site contrata escritores de livros infantis renomados para escreverem uma história seguindo sugestões e críticas dos pequenos leitores.
Após intensa disputa com o banco britânico Barclays, em 8 de outubro de 2007, um consórcio de bancos, formando pelo britânico Royal Bank of Scotland (RBS), o belga-holandês Fortis e o espanhol Santander anunciou a compra de 86% das ações do banco holandês ABN AMRO por 71 bilhões de euros. Este é considerado o maior negócio da história da indústria bancária no mundo. Como no Brasil o ABN AMRO controla o Banco Real, portanto, haveria uma fusão com o Santander Brasil, preservando inicialmente as duas marcas.
A fusão entre o Santander Brasil e o Banco Real foi autorizada pelo Conselho Administrativo de Defesa Econômica (CADE) e Banco Central do Brasil, iniciando-se em 25 de julho de 2008 com o desmembramento formal do Banco Real de seu antigo controlador holandês ABN AMRO e transferência de seu controle ao Banco Santander.
Em agosto de 2010, o Grupo Santander deu início à mudança das agências para a marca Santander. Em novembro do mesmo ano, foi concluída a integração das agências.

## Agências

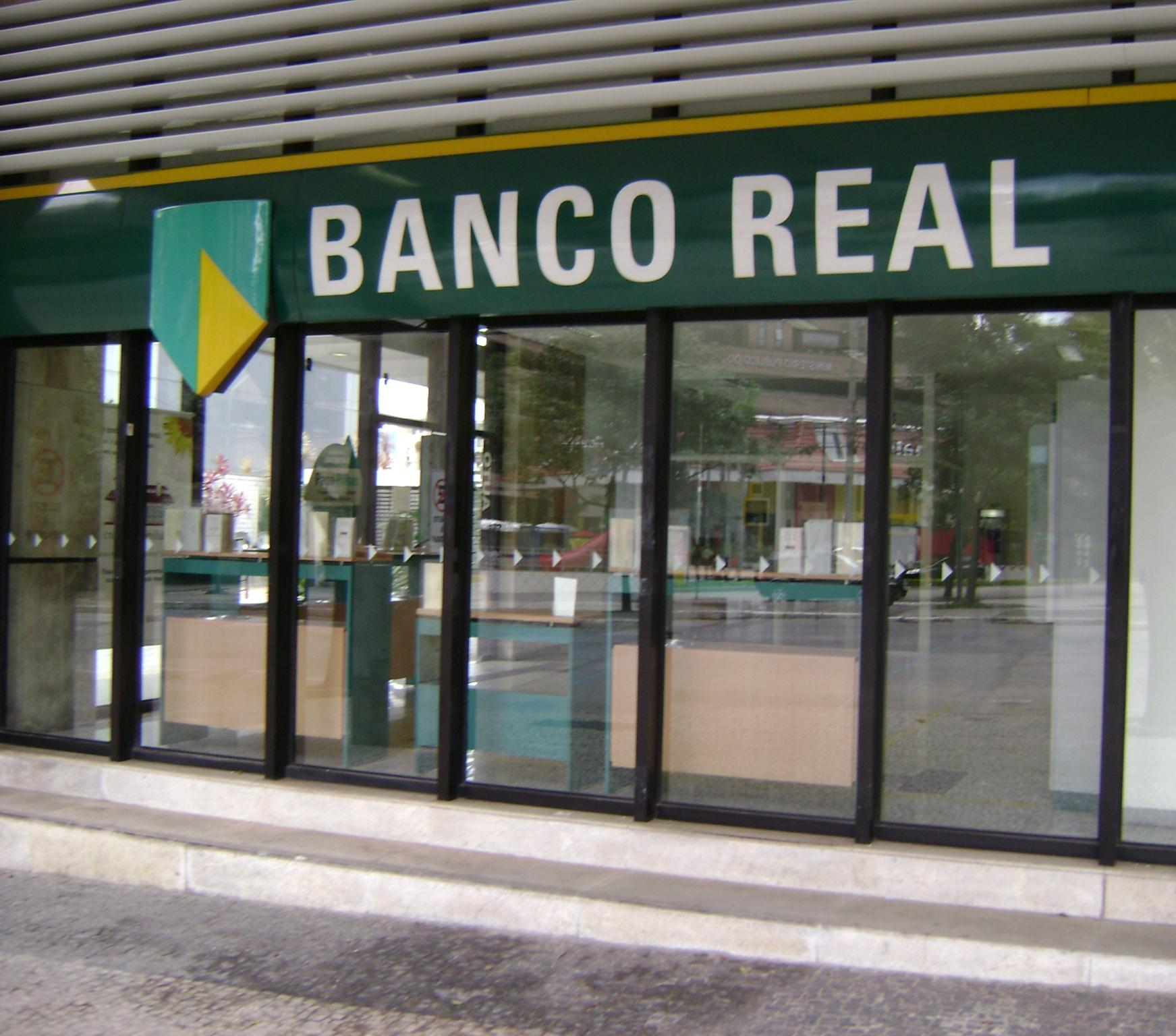
Agência do Banco Real em Belo Horizonte.
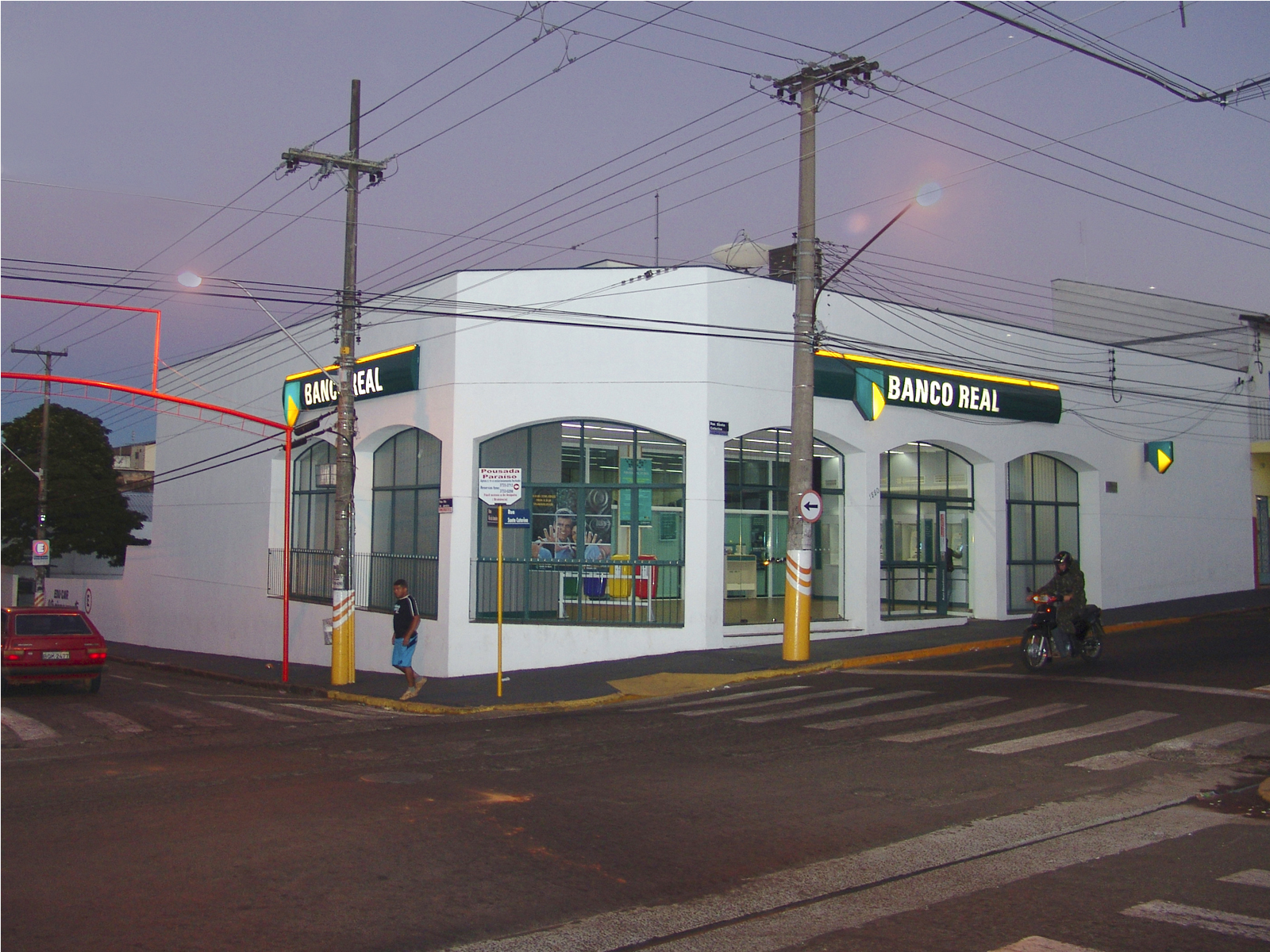
Agência do Banco Real em Avaré.
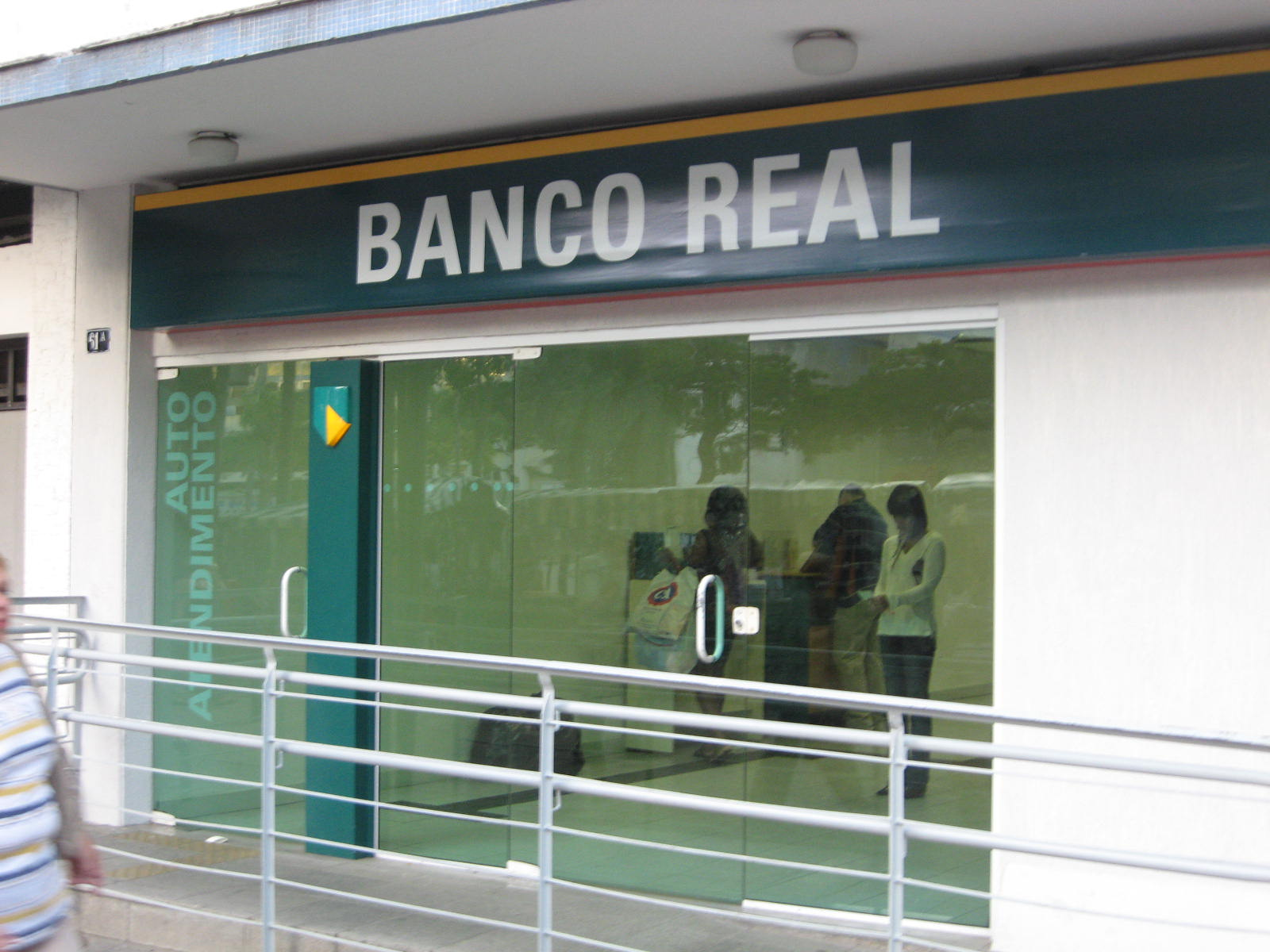
Agência do Real localizada no Rio de Janeiro
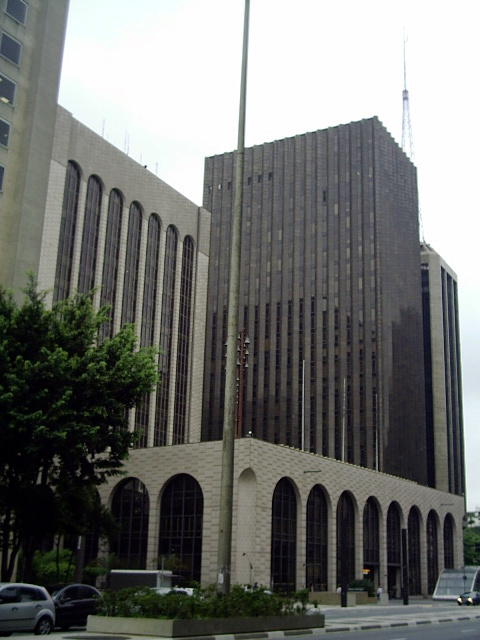
Sede do Banco Real na Avenida Paulista, em São Paulo.